# Leo Hanau
Leo Hanau (* 30. April 1852 in Mülheim an der Ruhr; † 14. April 1927 in Düsseldorf) war ein deutscher Bankier, Kaufmann und Mitbegründer des Mülheimer Bergwerks-Vereins.

## Leben und Wirken
Leo Hanau wurde als Sohn des Mülheimer Bankiers Gustav Hanau geboren. Nach dem Schulabschluss und einer Banklehre band ihn sein Vater in die Geschäfte seines Bankhauses ein. Zu diesem Zweck wurde das familieneigene Unternehmen 1897 in eine Aktiengesellschaft, die Rheinische Bank, vorm. Gustav Hanau umgewandelt. Der Fabrikant August Thyssen beteiligte sich als Großaktionär, den Vorsitz im Aufsichtsrat führte Leo Hanau. 1898 gründete dieser gemeinsam mit August Thyssen und Hugo Stinnes den Mülheimer Bergwerks-Verein, dem er bis 1902 als stellvertretender Aufsichtsratsvorsitzender vorstand. Angesichts wachsender finanzieller Probleme der Rheinischen Bank gab Leo Hanau 1902 den Vorstandsvorsitz zugunsten von August Thyssen auf, dem es durch gute Beziehungen zur Dresdner Bank gelang, das Bankhaus zu sanieren. Nach der Aufgabe seines Postens verließ Hanau Mülheim an der Ruhr und zog mit seiner Familie nach Düsseldorf, wo er im Alter von 74 Jahren verstarb.

## Ehe und Nachkommen
Leo Hanau war mit Antonie Goldschmidt (1863–1933) verheiratet. Aus der Ehe gingen vier Töchter hervor: Elisabeth Dora (* 1883), Margarethe (* 1885), Gertrud (* 1887) und Wally (* 1890).

## Weitere Quellen
- Stadtarchiv Mülheim an der Ruhr, Bestand 1550, Nr. 201

| Personendaten    | Personendaten       |
| ---------------- | ------------------- |
| NAME             | Hanau, Leo          |
| KURZBESCHREIBUNG | deutscher Bankier   |
| GEBURTSDATUM     | 30. April 1852      |
| GEBURTSORT       | Mülheim an der Ruhr |
| STERBEDATUM      | 14. April 1927      |
| STERBEORT        | Düsseldorf          |